# South Pasadena (California)
South Pasadena, fundada en 1888, es una ciudad ubicada en el condado de Los Ángeles en el estado estadounidense de California. En el año 2000 tenía una población de 24,292 habitantes y una densidad poblacional de 2,727.6 personas por km².

## Geografía
South Pasadena se encuentra ubicada en las coordenadas 34°6′47″N 118°9′21″O / 34.11306, -118.15583. Según la Oficina del Censo, la ciudad tiene un área total de 8,91 km² (3,4 mi²), de la cual 8,91 km² (3,4 mi²) es tierra y 0 km² (0 mi²) (0%) es agua.

### Localidades adyacentes
El siguiente diagrama muestra a las localidades en un radio de 16 kilómetros (9,9 mi) de South Pasadena.

## Demografía
Según la Oficina del Censo en 2008 los ingresos medios por hogar en la localidad eran de $80,582, y los ingresos medios por familia eran $97,437. Los hombres tenían unos ingresos medios de $55,336 frente a los $40,304 para las mujeres. La renta per cápita para la localidad era de $32,620. Alrededor del 6.1% de la población estaban por debajo del umbral de pobreza.

## Gobierno
South Pasadena tiene cinco concejales. Anteriormente, los concejales fueron electos por la preferencia del votante antes del año 2018. Actualmente, los concejales son electos según el distrito geográfico. Las elecciones municipales son realizadas el martes después del primer lunes en noviembre en años parejos.

## Educación
El Distrito Escolar Unificado de South Pasadena cubre la ciudad, compuesta de cinco escuelas:
- Escuela Primaria Arroyo Grande (K-5)
- Escuela Primaria Marengo (K-5)
- Escuela Primaria Monterey Hills (K-5)
- Escuela Intermedia South Pasadena (6-8)
- Escuela Preparatoria South Pasadena (9-12)